# Pression diamétrale
La pression diamétrale est un modèle décrivant la pression de contact entre deux pièces en liaison mécanique de type pivot glissant, pivot ou rotule. Le terme vient du fait que les forces surfaciques sont radiales, dirigées selon un diamètre, contrairement au modèle de la pression de Hertz  pour lequel les forces sont orientées selon l'effort presseur.
La pression diamétrale est bien adaptée au cas où les diamètres de la pièce mâle et de la pièce femelle sont très proches. Si les diamètres sont très différents, le modèle de Hertz est mieux adapté.
Si la pression diamétrale est excessive, cela provoque du matage.

## Hypothèses
Nous considérons le cas d'un contact entre une pièce mâle et une pièce femelle, dont les rayons de courbure sont proches. Il n'y a pas de serrage, la liaison est parfaitement glissante ; de ce fait, les actions de contact sont des forces normales aux surfaces.
Nous nous limitons au cas où la charge peut être décrite par une force radiale s'exerçant sur le centre de la liaison.

## Cas d'un contact cylindre-cylindre

Pression diamétrale pour un contact cylindre-cylindre

Dans le cas d'une liaison pivot ou pivot-glissant, nous sommes en présence d'un contact entre un cylindre mâle et un cylindre femelle. Nous distinguons trois cas :
- le jeu est négligeable
  - a) les solides sont indéformables,
  - b) les solides se déforment élastiquement ;
- c) le jeu n'est pas négligeable et les solides se déforment élastiquement.

Le terme jeu négligeable désigne typiquement un ajustement de type H7/g6.
Nous supposons que les cylindres sont d'axe z, et que le cylindre mâle est soumis à deux efforts extérieurs :
- une force {\displaystyle {\vec {\mathrm {F} }}} d'axe y, l'effort presseur ;
- l'action de contact avec l'alésage.

Nous nous intéressons ici à l'action de contact avec l'alésage. Il s'agit d'un effort réparti, donc de type pression, qui est invariant par translation selon z.
Nous appelons :
- D le diamètre nominal du cylindre mâle et du cylindre femelle[1] ;
- L la longueur de guidage.

### Jeu négligeable et solides indéformables

Pression diamétrale uniforme : cas de pièces non déformables avec un jeu négligeable.

Dans ce premier modèle, nous avons une pression uniforme. Sa valeur vaut,, :
{\displaystyle \mathrm {P} ={\frac {\mathrm {F} }{\mathrm {D} \times \mathrm {L} }}={\frac {\mathrm {charge\ radiale} }{\mathrm {surface\ projet{\acute {e}}e} }}}.
Si la charge n'est pas purement radiale mais a une composante moment selon x (la force résultante F n'est plus centrée), alors la répartition de la pression varie de manière linéaire selon z.

### Jeu négligeable et déformation élastique

Pression diamétrale : cas de pièce se déformant élastiquement, en absence de jeu (avec un jeu minimal permettant le glissement).

Si l'on prend en compte le fait que les solides sont déformables, alors la pression n'est plus uniforme. On a une répartition sinusoïdale des pressions, de la forme, :
P(θ) = Pmax⋅cos θ
avec
{\displaystyle \mathrm {P} _{\mathrm {max} }={\frac {4}{\pi }}\cdot {\frac {\mathrm {F} }{\mathrm {L} \mathrm {D} }}}.
Ceci est démontré dans la section suivante.
La pression maximale est donc plus élevée d'un facteur 4/π ≃ 1,27 par rapport au cas de la pression uniforme.

### Jeu non négligeable et déformation élastique

Pression diamétrale lorsque les pièces sont déformables et que le jeu n'est pas négligeable.

Dans le cas où le jeu n'est plus négligeable, l'écrasement du cylindre mâle ne va plus assurer le contact sur le demi-cylindre de l'alésage, mais sur une portion d'angle au sommet 2θ0. On considère que la pression suit une loi de type loi des ressorts, :
P(θ) = K⋅δα(θ)
où 
- K est un coefficient de rigidité des matériaux en contact ;
- δ(θ) est le déplacement radial du point de la surface de contact situé en θ ;
- α est un coefficient représentant le comportement du matériau :
  - α = 1 pour les métaux (comportement purement élastique),
  - α > 1 pour les polymères (comportement visco-élastique ou visco-plastique).

La répartition de pression est de la forme :
A⋅cos θ - B
où A et B sont des constantes réelles. La pression maximale vaut :
{\displaystyle \mathrm {P_{max}} ={\frac {4\mathrm {F} }{\mathrm {L} \mathrm {D} }}\times {\frac {1-\cos \theta _{0}}{2\theta _{0}-\sin 2\theta _{0}}}}
l'angle θ0 étant exprimé en radians.
Le coefficient de raideur K, ainsi que le demi-angle de contact θ0, ne peuvent pas être déterminés de manière théorique. Ils doivent être déterminés expérimentalement. Pour un assemblage donné — diamètres et matériaux définis —, donc pour une valeur de K supposée fixe et un jeu j donné, on peut tracer une courbe θ0 = ƒ(F/(DL)).

## Cas d'un contact sphère-sphère

Pression diamétrale dans le cas d'un contact sphère-sphère.

Un contact sphère-sphère correspond à une liaison rotule, comme une tête de tige de vérin rotulée. Cela peut également décrire la situation des billes d'un module à billes porteuses.

### Cas d'une pression uniforme
Comme précédemment, lorsque les pièces sont considérées comme indéformables et que le jeu est négligeable, nous pouvons considérer que la pression de contact est uniforme. Elle s'obtient également en considérant l'aire du disque diamétral,, :
{\displaystyle \mathrm {P} ={\frac {\mathrm {F} }{\pi \mathrm {R} ^{2}}}={\frac {\mathrm {charge\ radiale} }{\mathrm {surface\ projet{\acute {e}}e} }}}.

### Cas d'une répartition sinusoïdale des pressions
Comme pour le cas du contact cylindre-cylindre, si l'on considère que les pièces se déforment élastiquement mais que le jeu est négligeable, on obtient une répartition sinusoïdale des pressions, :
P(θ, φ) = Pmax⋅cos θ
avec
{\displaystyle \mathrm {P} ={\frac {3}{2}}\cdot {\frac {\mathrm {F} }{\pi \mathrm {R} ^{2}}}}.

## Pression de Hertz

Pression de Hertz dans le cas d'un contact cylindre mâle-cylindre femelle.

Lorsque le jeu n'est pas négligeable, il faut connaître l'angle de contact θ0. Mais il n'est pas possible de le déterminer simplement, il faut le mesurer. Lorsque l'on ne dispose pas de cette mesure, on peut envisager d'utiliser la théorie du contact de Hertz, à condition que le rayon de la partie femelle (concave) soit notablement supérieur à celui de la partie mâle (convexe).
Normalement, la théorie de Hertz ne s'applique que lorsque les surfaces ne peuvent pas se conformer, s'épouser par déformation élastique ; c'est le cas d'un contact plan-convexe ou convexe-convexe. Nous sommes ici dans un cas convexe-concave, il faut donc prendre les résultats avec précaution ; en particulier, le rayon de la partie concave (femelle) doit être grand devant le rayon de la partie convexe (mâle). Toutefois, la pression maximale calculée par la méthode de Hertz est supérieure à la pression réelle, puisqu'en réalité le contact est plus grand donc l'effort mieux réparti ; l'utilisation de la théorie de Hertz va donc dans le sens de la prudence.
Par rapport aux formules de cette théorie, le rayon de la pièce femelle (concave) est négatif.
On définit un diamètre de courbure relative
{\displaystyle {\frac {1}{d^{*}}}={\frac {1}{d_{1}}}+{\frac {1}{d_{2}}}}
avec d1 le diamètre de la pièce femelle (négatif) et d2 le diamètre de la pièce mâle (positif), ainsi qu'un module d'élasticité équivalent
{\displaystyle {\frac {1}{\mathrm {E} ^{*}}}={\frac {1-\nu _{1}^{2}}{\mathrm {E} _{1}}}+{\frac {1-\nu _{2}^{2}}{\mathrm {E} _{2}}}}
où νi est le module de Poisson du matériau de la pièce i et Ei est son module de Young.
Pour un contact cylindre-cylindre, la largeur de la zone de contact vaut :
{\displaystyle b=\left({\frac {2\mathrm {F} }{\pi \mathrm {L} }}\cdot {\frac {d^{*}}{\mathrm {E} ^{*}}}\right)^{1/2}}
et la pression maximale, au milieu, vaut :
{\displaystyle \mathrm {P_{max}} ={\frac {2\mathrm {F} }{\pi b\mathrm {L} }}={\sqrt {\frac {2\mathrm {F} \mathrm {E} ^{*}}{\pi \mathrm {L} d^{*}}}}}.

Pression de Hertz dans le cas d'un contact sphère mâle-sphère femelle.

Pour un contact sphère-sphère, la zone de contact est un disque de diamètre
{\displaystyle a=\left({\frac {3\mathrm {F} }{8}}\cdot {\frac {d^{*}}{\mathrm {E} ^{*}}}\right)^{1/3}}
et la pression maximale, au milieu, vaut :
{\displaystyle \mathrm {P_{max}} ={\frac {3\mathrm {F} }{2\pi a^{2}}}={\frac {2}{\pi }}{\sqrt[{3}]{3\mathrm {F} \left({\frac {\mathrm {E} ^{*}}{d^{*}}}\right)^{2}}}}.

## Applications

### Boulon servant de butée

Pression diamétrale d'un écrou sur son trou de passage. Cas de deux plaques à simple recouvrement et une rangée de boulons.

Cotes utilisées pour dimensionner les assemblages boulonnés à la pression diamétrale selon l'Eurocode 3.

Dans un assemblage boulonné, les boulons servent en général à presser les pièces l'une contre l'autre, et c'est l'adhérence qui s'oppose aux efforts tangentiels au plan de contact (efforts tendant à faire glisser une pièce par rapport à l'autre). Dans certains cas toutefois, l'adhérence est, volontairement ou pas, insuffisante. Les boulons servent alors de butée et sont alors soumis à du cisaillement, et le trou de passage du boulon est soumis à une pression de contact.
Dans le cas d'une conception rigoureuse, c'est la partie lisse de la vis qui est en contact avec les pièces ; dans le cas d'une vis épaulée, il y a un jeu minimal entre la partie lisse de la vis et le trou de passage, nous sommes alors dans le cas d'une pression diamétrale de pièces peu déformables « sans jeu ». D'après ce que l'on a vu précédemment, connaissant la pression admissible Padm du matériau, l'épaisseur t de la pièce et le diamètre d du boulon, la force maximale admissible Fb, Rd vaut, par boulon :
Fb, Rd = Padm × d × t.
Dans ce contexte, la pression admissible est déterminée à partir de la résistance à la traction fu et d'un certain nombre de coefficients de sécurité et de coefficients déterminés par l'expérience.

#### Selon la norme Eurocode
Selon la norme Eurocode 3,. Dans le cas d'un assemblage à simple recouvrement et une seule rangée de boulons, on utilise une expression simple :
Padm = 1,5 × fu/γM2
avec
- γM2 = 1,25 : coefficient partiel de sécurité de résistance à la rupture des sections transversales en traction pour l'acier.

Dans les cas plus complexes, on utilise l'expression :
Padm = k1 × α × fu/γM2
avec
- k1 et α sont des coefficients prenant en compte d'autres modes de rupture que le matage, en particulier la possibilité de rupture en cisaillement ou en traction de la pièce (« arrachement de la pince ») ; k1 prend en compte les effets perpendiculaires aux efforts, et α les effets longitudinaux ;
- k1 = min{2,8e2/d0 ; 2,5} pour les boulons de rive, 
 k1 = min{1,4p2/d0 ; 2,5} pour les boulons intérieurs
  - e2 : pince transversale (distance entre le trou lisse et le bord de la pièce dans le sens perpendiculaire à la sollicitation),
  - p2 : distances entre rangées de boulons, prise perpendiculairement à l'effort,
  - d0 : diamètre du trou lisse ;
- α = min{e1/3d0 ; p1/3d0 - 1/4 ; fub/fu ; 1}, avec
  - e1 : pince longitudinale (distance entre le trou lisse et le bord de la pièce dans le sens de la sollicitation),
  - p1 : entraxe, si plusieurs tours sont alignés dans le sens de la sollicitation,
  - fub : résistance à la traction du boulon.

| Nuance d'acier                    | S235 | S275 | S355 |
| Résistance à la traction fu (MPa) | 360  | 430  | 510  |

#### Selon la règle pour le calcul des appareils de levage de la FEM

Assemblage riveté : cisaillement simple (haut) ou double (bas).

La section I de la  Fédération européenne de manutention (FEM), consacrée aux appareils lourds de levage et de manutention, étudie le cas dans ses Règles pour le calcul des appareils de levage. La règle, qui s'applique aux assemblage rivetés et boulonnés, n'indique pas la manière dont on calcule la pression diamétrale — on considère habituellement une pression uniforme —, mais fixe la pression limite. La contrainte limite admissible de l'acier est notée σa et est égale à la limite d'élasticité σE divisée par un coefficient de sécurité νE variant, selon les cas d'emploi de l'appareil de levage (grue, pont roulant), de 1,1 à 1,5.
σa = σE/νE
La pression diamétrale maximale admissible sur la surface des trous vaut alors :
1,5⋅σa pour un cisaillement simple (deux plaques, situation de simple recouvrement) ;
2⋅σa pour un cisaillement double ou multiple.
La pression admissible vaut donc, selon les cas, de 1 à 1,8 fois la limite d'élasticité.

#### Autre cas
Pour un assemblage boulonné de pièces en bois, on admet une pression admissible de l'ordre de 4 à 8,5 MPa.

### Palier lisse (coussinet)
Les paliers lisses, ou coussinets, sont des bagues (sorte de tubes) que l'on interpose entre un arbre et l'alésage (perçage assurant le guidage en rotation), et qui permettent de diminuer le frottement. Dans le cas d'un arbre tournant lentement et sous une charge radiale, on peut appliquer légitimement le modèle de la pression diamétrale uniforme (pièces peu déformables avec un jeu négligeable).
Le produit de la pression diamétrale par la vitesse de glissement circonférentielle, appelé facteur pV, mesure la capacité du matériau à supporter l'échauffement par frottement,,. 
| Type de coussinet Vitesse circonférentielle maximale       | Pression admissible (MPa)                                        |
| ---------------------------------------------------------- | ---------------------------------------------------------------- |
| Coussinets auto-lubrifiants 7 à 8 m/s 13 m/s pour graphite | graphite : 5 bronze au plomb : 20 à 30 bronze à l'étain : 7 à 35 |
| Coussinet de type Glacier 2 à 3 m/s                        | acétal : 70 PTFE : 50                                            |
| Coussinet polymère 2 à 3 m/s                               | 7 à 10                                                           |